# Cristina Ferral
Cristina Del Carmen Ferral Montalván , née le 16 février 1993 à Tampico, est une footballeuse internationale mexicaine évoluant au poste de défenseur puis de milieu de terrain.

## Biographie

### Enfance
Fille de Maria Montalván et Eleuterio Ferral, Cristina Ferral naît et grandit à Tampico avec ses huit frères et sœurs. 

### Carrière universitaire
Elle remporte cinq titres de championne universitaire du Mexique avec les Borreguitas de l'ITESM Monterrey et est nommée MVP du Championnat 2012. Elle remporte un concours « CMAS Athletes + Medio Tiempo » et remporte une bourse pour étudier dans une université américaine; elle rejoint l'université du Sud de la Floride et évolue pour les saisons 2014 et 2015 dans son équipe de football féminin, les Bulls de South Florida avant de retourner à l'ITESM pour conclure son master. Elle est diplômée en gestion d'entreprises.

### Carrière en club
Elle s'engage à l'été 2017 à l'Olympique de Marseille ; elle est la première Mexicaine à porter le maillot olympien. Après une saison avec peu de temps de jeu (6 matchs de première division et un match de Coupe de France), elle rejoint les Tigres de Monterrey à l'été 2018. Elle y remporte le tournoi d'ouverture 2019 du Championnat du Mexique.

### Carrière en sélection
Finaliste du Championnat de la CONCACAF des moins de 17 ans en 2010, elle dispute la même année la Coupe du monde des moins de 17 ans 2010, avec une élimination dès la phase de groupes. Elle termine troisième du Championnat de la CONCACAF des moins de 20 ans en 2012. Elle remporte ensuite la médaille d'argent à l'Universiade d'été de 2013.
Elle connaît sa première sélection en équipe du Mexique le 8 juillet 2017 lors d'un match amical contre la Suède,.